# Tudriz
Tudriz es una aldea española situada en la parroquia de Lamaiglesia, del municipio de Puebla del Brollón, en la provincia de Lugo, Galicia.

## Geografía
Está situado a 507 metros de altitud. 

## Demografía
| Gráfica de evolución demográfica de Tudriz entre 2000 y 2020 |
|                                                              |
| Datos según el nomenclátor publicado por el INE.             |